# ريان ديفلن
ريان ديفلن (بالإنجليزية: Ryan Devlin)‏ هو ممثل أمريكي، ولد في 5 يونيو 1980 في لانسنغ في الولايات المتحدة.

## أعمال

### مسلسلات
- تشريح غراي
- فيرونيكا مارس
- كاسل
- هاواي فايف أو

## وصلات خارجية
- ريان ديفلن على موقع IMDb (الإنجليزية)
- ريان ديفلن على موقع ألو سيني (الفرنسية)
- ريان ديفلن على موقع أول موفي (الإنجليزية)
- ريان ديفلن على موقع قاعدة بيانات الأفلام السويدية (السويدية)
- ريان ديفلن على موقع قاعدة بيانات الفيلم (الإنجليزية)
- ريان ديفلن على موقع كينوبويسك (الروسية)